# Ocnogyna anatolica
Ocnogyna anatolica là một loài bướm đêm thuộc phân họ Arctiinae, họ Erebidae.